# Spalax arenarius
Spalax arenarius là một loài động vật có vú trong họ Spalacidae, bộ Gặm nhấm. Loài này được Reshetnik mô tả năm 1939.

## Hình ảnh

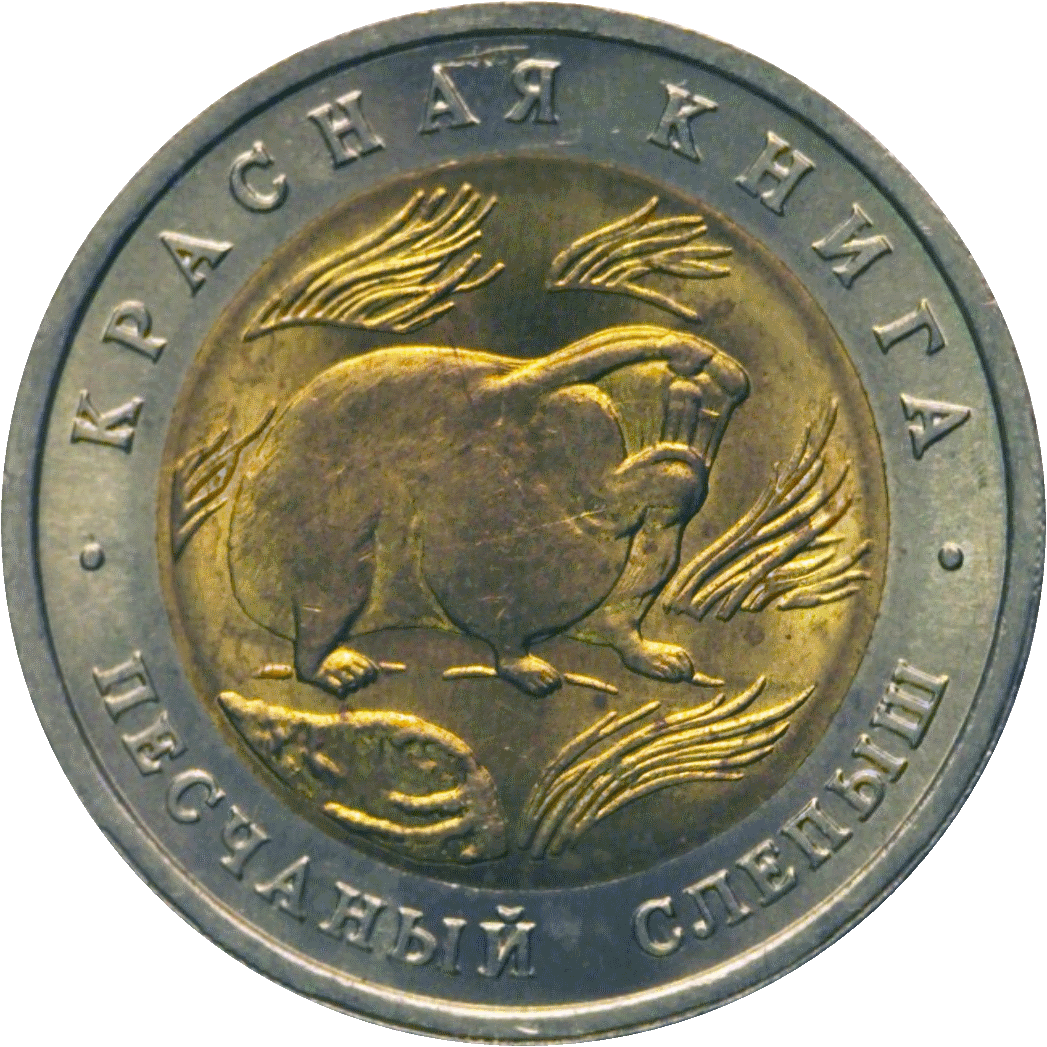